# Хамзаев, Бийсултан Султанбиевич
Бийсулта́н Султанби́евич Хамза́ев (кум. Бийсултан Султанбийны уланы), более известен как Султа́н Хамза́ев (род. 24 мая 1982, Хасавюрт, Дагестанская АССР) — российский политический деятель, депутат Государственной думы VIII созыва от партии «Единая Россия» (с 2021 года). Член думского комитета по безопасности и противодействию коррупции.
Из-за поддержки российской агрессии и нарушения территориальной целостности Украины во время российско-украинской войны находится под персональными международными санкциями 35 стран.

## Биография
По национальности — кумык. Член Общественной Палаты РФ 5-7 созывов, руководитель общественного движения «Трезвая Россия»[значимость факта?], проректор Московского института психоанализа, проректор Московского экономического института.
Известен рядом скандальных и резонансных инициатив: запрет посещать бары до 21 года, увеличению отпуска некурящим работникам, запрет продавать алкоголь 1 и 2 января и др. В январе 2022 года после убийства пятилетней девочки в Костроме призывал вернуть смертную казнь для педофилов. 21 марта 2022 предложил запретить в России коммерческие вывески на иностранных языках. 12 апреля 2022 года предложил арестовывать имущество россиян, уехавших из России и находящихся под уголовным преследованием по статье о фейках о Вооруженных силах РФ.
В 2016 году избирался в ГД по одномандатному округу в Псковской области от партии «Гражданская сила», получил 1222 голоса, занял 12-е (последнее) место.
В октябре 2021 года получил мандат депутата Госдумы 8-го созыва (по списку от партии «Единая Россия»).
22 марта 2022 года подал заявление в Следственный комитет РФ на Александра Невзорова, в результате чего против российского журналиста было возбуждено уголовное дело из-за «распространения заведомо ложной информации о действиях вооруженных сил РФ» во время вторжения на Украину. В январе 2023 года подготовил запрос в Следственный комитет с предложением проверить высказывания Бориса Гребенщикова, в которых усмотрел дискредитацию российской армии, разжигание ненависти, а также «содействие террористической деятельности».
24 апреля 2023 года Султан Хамзаев предложил исключить из школьной программы обязательное изучение английского языка.
Нужно уходить от прозападного вектора в системе образования России. Из ключевого: пора вывести английский язык из перечня обязательных предметов в системе среднего образования

## Международные санкции
Из-за поддержки российской агрессии и нарушения территориальной целостности Украины во время российско-украинской войны находится под персональными международными санкциями разных стран.
- С 23 февраля 2022 года — под санкциями всех стран Европейского союза за действия и политику, которые подрывают территориальную целостность, суверенитет и независимость Украины и еще больше дестабилизируют Украину[18][19]..
- С 11 марта 2022 года — под санкциями Великобритании[20].
- С 24 марта 2022 года — под санкциями Соединённых Штатов Америки за «соучастие в войне Путина» и «поддержку усилий Кремля по вторжению в Украину»[21][22][23].
- С 24 февраля 2022 года — в санкционном списке Канады «близких соратников режима» за голосование о признании независимости «так называемых республик в Донецке и Луганске»[24][25].
- С 25 февраля 2022 года — под санкциями Швейцарии[20].
- С 26 февраля 2022 года — под санкциями Австралии[20].
- С 12 апреля 2022 года — под санкциями Японии[20].
- Указом президента Украины Владимира Зеленского от 7 сентября 2022 года — под санкциями Украины[20].
- С 3 мая 2022 года — под санкциями Новой Зеландии[20].

## Семья
Женат, есть ребёнок.